# Zuzana Burianová
Zuzana Burianová (* 2. Oktober 1947 in Prag; † 25. Oktober 2022 in der Schweiz) war eine tschechoslowakische Sängerin und Schauspielerin.

## Leben
Zuzana Burianová ließ sich als Elektromechanikerin ausbilden, hat sich jedoch bald der Schauspielerei zugewendet. Noch während des Studiums trat sie – damals in der 9. Klasse – im Prager Amateurtheater Paradox auf, das allerdings bereits 1963 aufgelöst wurde. Sie nahm an einem Wettbewerb für Sängerinnen teil, wo sie von Jiří Suchý entdeckt und von ihm 1966 für das damals schon sehr populäre Theater Semafor engagiert wurde.
Burianová spielte im Semafor in mehreren Bühnenstücken und übernahm auch Rollen in einigen Filmen. Ab etwa 1960/1970 arbeitete Burianová zunehmend mit dem Duo Miloslav Šimek und Jiří Grosmann zusammen, insbesondere in dem Serial Návštěvní dny, wo sie einige bekannte Lieder sang. Sie erlangte eine gewisse Popularität auch in ihren Rollen in Fernsehserien wie Nemocnice na kraji města (Das Krankenhaus am Rande der Stadt). Am Anfang der 1990er Jahre entschied sich Burianová, mit ihrem Lebenspartner in die Schweiz zu gehen. Zuletzt lebte sie abwechselnd in der Schweiz und in Tschechien. In erster Ehe war sie mit Regisseur Ján Roháč verheiratet, in zweiter Ehe mit dem Jazzmusiker Sid Kucera.

## Rollen auf der Bühne, im Film und Fernsehen (Auswahl)
- Jonáš a tingl tangl, Tak co, pane barone, Zuzana v lázni, Smutek bláznivých panen, Člověk z půdy, Kdyby 1000 klarinetů (alle in Semafor, verschiedene Aufführungen)
- Ze Soboty na Šimka (1973)
- (Nemocnice na kraji města, Fernsehserie, 1981), deutsche Fassung: Das Krankenhaus am Rande der Stadt

## Diskografie (Auswahl)
- Ano, pane Jiří
- Co jsem to jen ztratila
- Máš už jít